# Тепляково (Ярославская область)
Тепляково — деревня на территории Николо-Кормской сельской администрации Покровского сельского поселения Рыбинского района Ярославской области .
Деревня расположена примерно на 2 км севернее автомобильной дороги Р104 на участке Углич-Рыбинск. Проселочная дорога от деревни ведёт на юг к деревне Лебедево, а от неё к деревне Соколово, которая расположена уже непосредственно на автомобильной дороге. Севернее деревни на расстоянии около 6 км тянется ненаселённый лесной массив, а к северо-востоку болото Чистый Мох. За этим лесным массивом в направлении восток-запад проходит железнодорожная ветка Рыбинск-Сонково. В западном направлении от деревни через лес идет пешеходная тропа, которая на расстоянии около 5 км выходит на берег Волги на северной окраине деревни Большое Высоко. Эта тропа примерно в 2 км от Тепляково проходит через урочище Патрино, где ранее была деревня.
На 1 января 2007 года в деревне не числилось постоянного населения.
Транспортное сообщение деревни через рейсовый автобус в деревне Соколово связывает деревню с Рыбинском, Мышкиным и Угличем. Администрация сельского поселения в поселке и центр врача общей практики находится в посёлке Искра Октября (по дороге в сторону Рыбинска). В селе Никольском (в сторону Углича) — центр сельской администрации, почтовое отделение, школа, клуб. Действующая церковь и кладбище в селе Николо-Корма.